# Lacida illepida
Lacida illepida är en fjärilsart som beskrevs av Walker 1865. Lacida illepida ingår i släktet Lacida och familjen tofsspinnare. Inga underarter finns listade i Catalogue of Life.